# Союз карате Республіки Сербської
Союз карате Республіки Сербської (серб. Карате савез Републике Српске) — організація, яка займається управлінням й розвитком карате в Республіці Сербській. Входить до Всесвітньої конфедерації карате. Організовує міжнародні турніри й національні чемпіонати в Республіці Сербській, співпрацює з Міністерством у справах сім'ї, молоді та спорту Республіки Сербської. Керівництво розташовується в будинку 83 по вулиці Короля Петра I Визволителя в Прієдора.
Союз карате утворений в 1992 році. Відповідно до Закону про спорт Республіки Сербської, союз є єдиною законною організацією, яка організовує змагання з карате (внаслідок цього змагання, які проводяться так званої «Федерацією карате Республіки Сербської», не визнаються офіційними). Стаття 93 говорить, що на території Республіки Сербської може працювати тільки одна державна організація, яка керує розвитком видом спорту.

## Досягнення збірної Республіки Сербської
Спортсмени Республіки Сербської завойовували медалі на таких турнірах:
- Чемпіонат Європи з годзю-рю серед юніорів (27 вересня 1998 Брно): 4 золоті, 2 бронзові медалі
- Чемпіонат Європи (18 червня 2000, Клуж-Напока): 1 золота, 1 срібна, 4 бронзові медалі
- Чемпіонат світу (23 червня 2001, Абердин): 2 золоті, 1 срібна, 4 бронзові медалі
- Чемпіонат світу (22 червня 2001, Санкт-Петербург): 1 золота, 1 срібна, 6 бронзових медалей
- Чемпіонат Європи (6 червня 2004, Венеція): 3 золоті, 3 срібні, 5 бронзових медалей
- Кубок світу серед дітей та юніорів (22 жовтня 2004, Дармштадт): 7 золотих, 1 срібна, 9 бронзових медалей
- Чемпіонат світу (9 жовтня 2005, Новий Сад): 1 срібна, 6 бронзових медалей
- Чемпіонат Європи (6 червня 2006, Братислава): 2 золоті, 2 срібні, 2 бронзові медалі
- Чемпіонат світу серед молоді, кубок світу серед дітей (22 жовтня 2006, Ганновер): 12 золотих, 13 срібних, 9 бронзових медалей
- Чемпіонат світу (24 червня 2007, Бергамо): 4 золоті, 2 срібні, 7 бронзових медалей
- Чемпіонат Європи (6 червня 2008, Баня-Лука): 7 золотих, 4 срібні, 5 бронзових медалей
- Чемпіонат світу (13 червня 2009, Форт-Лодердейл): 2 золоті, 6 срібних, 8 бронзових медалей

## Змагання
- Чемпіонат Європи з карате
- Чемпіонат Республіки Сербської з карате
- Кубок Республіки Сербської з карате
- Чемпіонат Республіки Сербської з карате (категорія від 8 до 21 років)
- Кубок Республіки Сербської з карате (категорія від 8 до 21 років)

## Зареєстровані клуби карате
- Академац (Бієліна)
- Српскі соко (Бієліна)[2]
- Райко Црнобрня Гліго (Нові-Град)
- Сходан (Прієдор)[3]
- Младост (Костайніца)
- Кнешполе (Козарска-Дубіца)
- Іпон (Прнявор)
- Сочін (Баня-Вручіца-Тесліч)
- Тигар (Тесліч)
- Шеснаеста (Баня-Лука)
- Сьотокан (Баня-Лука)
- СР Карате-центр (Баня-Лука)
- Соко (Градішка)
- Клуб бойових мистецтв «Нітен» (Градішка)
- Слога (Добой)
- Шампіон (Модріча)
- Полет (Брод)
- Пантері (Бієліна)[4]
- Рудар (Углевик)
- Маевіва (Лопаре)
- Дрина (Зворнік)
- Српскі соко (Зворнік)
- Милош Делич (Братунац)
- Боксит (Миличі)
- Леотар (Требіньє)
- Херцеговац (Білеча)
- Славія (Східне Сараєво)
- Ігман (Східне Сараєво)
- Терма (Гацко)
- Клуб карате-до «Бошман» (Прієдор)
- Вележ (Невесіне)
- Дрина (Вишеград)[5]
- Омладинац (Соколац)
- Бене (Каліновік)
- Романія (Пале)
- Любішня (Фоча)
- КБС (Требіньє)
- Сутьєска (Фоча)
- Младост (Рогатіца)